# Sogdische Steppenkerze
Die Sogdische Steppenkerze (Eremurus soogdianus) ist eine Pflanzenart aus der Gattung Steppenkerzen (Eremurus) in der Unterfamilie der Affodillgewächse (Asphodeloideae).

## Merkmale
Die Sogdische Steppenkerze ist eine ausdauernde krautige Pflanze, die Wuchshöhen von 50 bis 80 (selten 20 bis 150) Zentimeter erreicht. Sie bildet Rhizome aus. Der Stängel ist unten behaart. Die Laubblätter sind schmal linealisch. Die äußeren Blätter sind kahl oder behaart und 4 bis 7 (selten bis 15) Millimeter breit. Der Blütenstand ist kegelig und sehr locker. Die äußeren Perigonblätter sind verkehrteilanzettlich, 10 bis 14 Millimeter lang. Die inneren erreichen nur beinahe die halbe Breite der äußeren. Die Blütenstiele sind bis zu 7,5 Zentimeter lang und stehen horizontal ab. Die unteren erreichen mehr als die fünffache Länge des Perigons. Die Kapselfrüchte weisen einen Durchmesser von 6 bis 12 Millimeter auf.
Die Blütezeit reicht von Mai bis Juni.

## Vorkommen
Die Sogdische Steppenkerze kommt in Mittel-Asien in Tian Shan, Pamir-Alai und in Nord-Afghanistan in Steppen sowie in Rosen- und Wacholder-Gebüsch auf steinigen Hängen in Höhenlagen von 950 bis 2600 Meter vor.

## Nutzung
Die Sogdische Steppenkerze wird selten als Zierpflanze genutzt.

## Belege
- Eckehart J. Jäger, Friedrich Ebel, Peter Hanelt, Gerd K. Müller (Hrsg.): Rothmaler - Exkursionsflora von Deutschland. Band 5: Krautige Zier- und Nutzpflanzen. Spektrum Akademischer Verlag, Berlin Heidelberg 2008, ISBN 978-3-8274-0918-8, S. 730.